# Weston-under-Redcastle
Weston-under-Redcastle är en civil parish i Storbritannien.   Den ligger i grevskapet Shropshire i riksdelen England, i den södra delen av landet, 230 km nordväst om huvudstaden London. Antalet invånare är 285.